# Sturnira ludovici
Sturnira ludovici là một loài động vật có vú trong họ Dơi mũi lá, bộ Dơi. Loài này được Anthony mô tả năm 1924.